# PQモニタリング台車

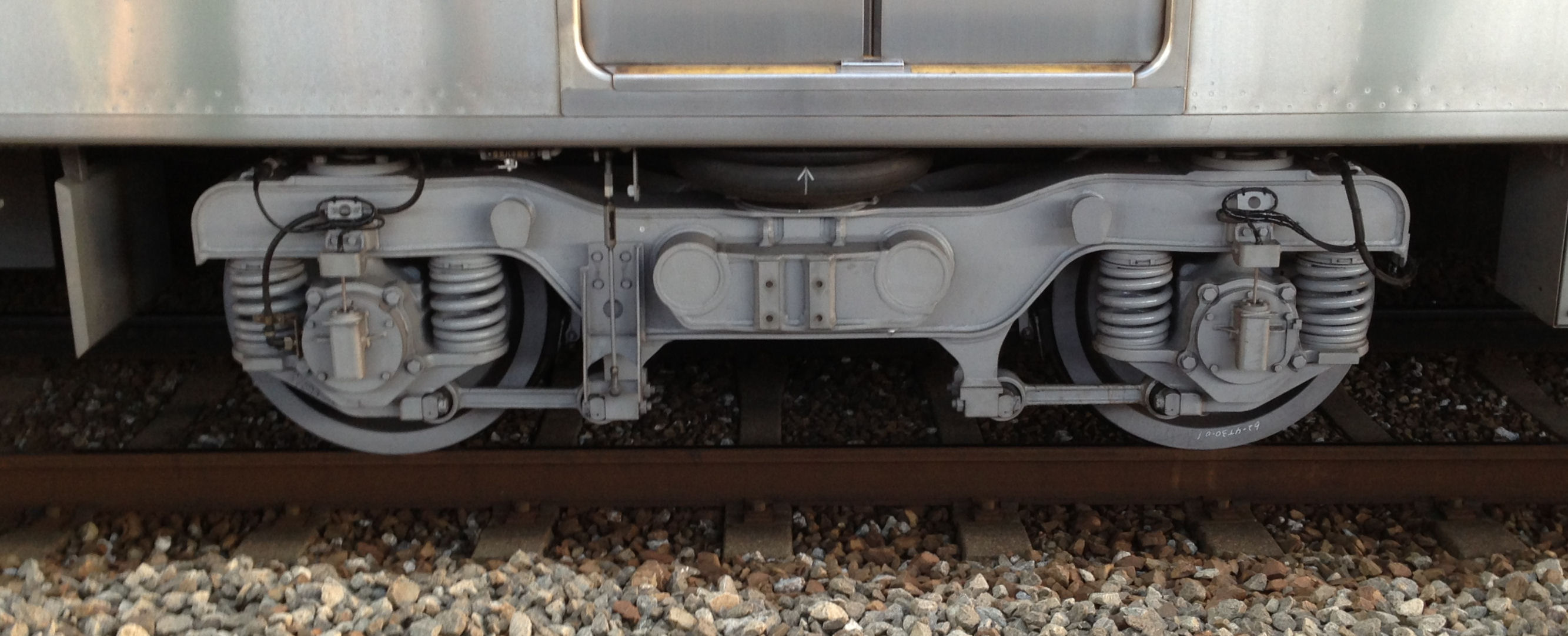
PQモニタリング台車の例
京王サハ9680の新日鉄住金製SS180
軸ばねの変位量を測定するセンサが軸受と台車側梁の間に、車輪円盤の変位を測る非接触センサは軸受の直下に設けられている

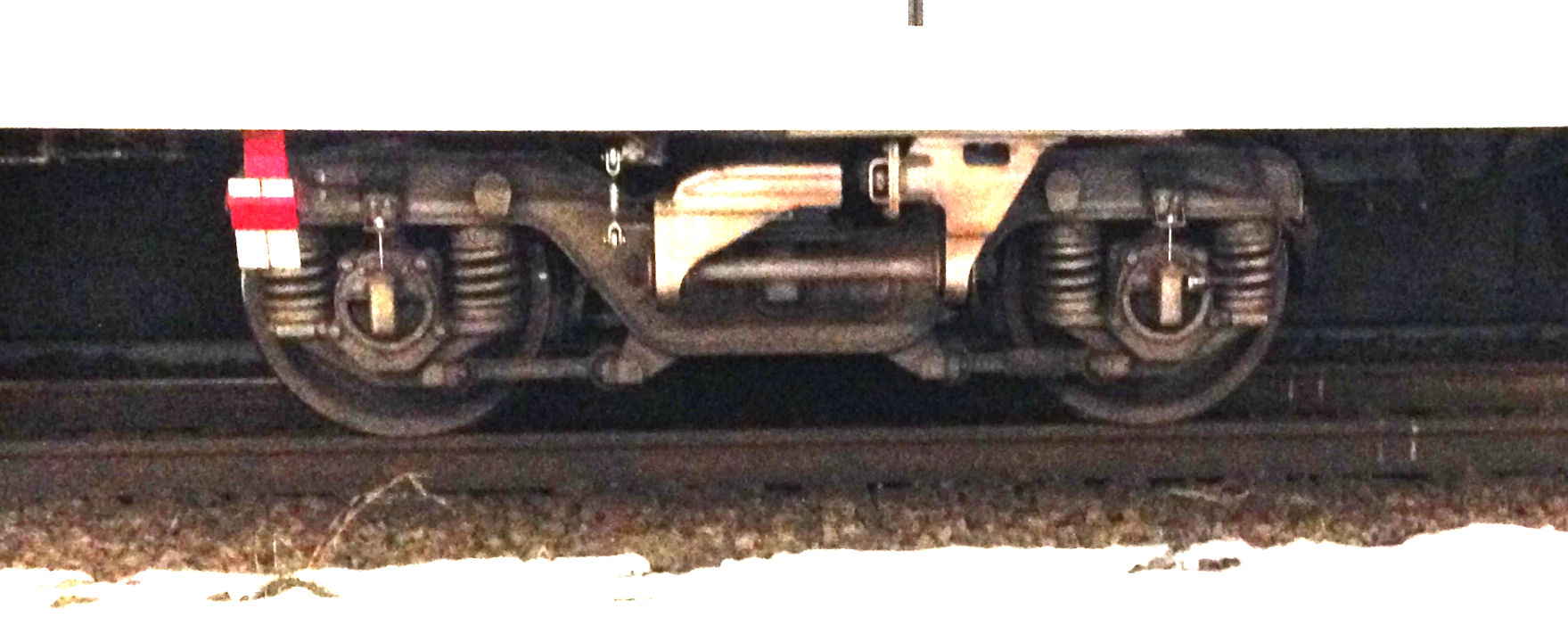
PQモニタリング台車の例
東京メトロ16312の住友金属製FS580A
京王の例はボルスタレス台車で、これはボルスタ付き車体直結型台車の例

PQモニタリング台車は鉄道車両の台車の一種で、車輪にかかる垂直方向の力（輪重、P）と水平方向の力（横圧、Q）を測定する機能を備えたものであり、通常の営業運転車両に装着し、営業運転を行いながら脱線係数(Q/P)を連続的に測定できることを特徴とする。交通安全環境研究所、東京地下鉄、住友金属工業、住友金属テクノロジーが共同開発し、2009年（平成21年）1月から東京地下鉄などの一部の営業車両に装着されている。2010年（平成22年）の日本機械学会賞（技術）を受賞している。

## 概要
脱線係数の測定が軌道の保守管理に重要であることは広く知られているが、脱線係数の測定にはPQ輪軸と呼ばれる特殊な輪軸を使用する必要があった。脱線係数は路面の状態、温度、湿度などにより常に変化するが、PQ輪軸は製作が困難で値段が高い上に測定には輪軸の交換が必要、耐久性に欠ける、熱影響を避けるためブレーキが装着できないなどの問題があることから、PQ輪軸を用いた測定は新線開通時、新型車両就役時などの少ない機会に限られており、測定と測定の間に相当の時間が開くことから、データの連続性が維持できない問題があった。PQモニタリング台車は営業運転を行いながらの脱線係数測定を可能とし、軌道の状態を常時把握、変化を分析することで軌道状態の監視ができる様になった。

## 構造

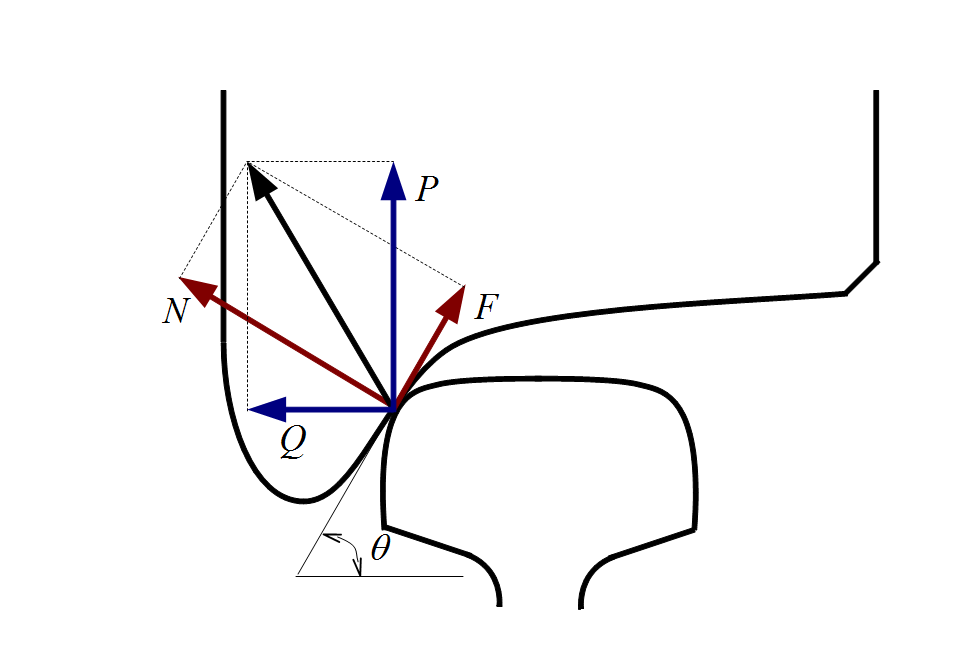
フランジ接触時の車輪・レール間の作用力。Pが輪重、Qが横圧

車輪軸を支持する軸ばねのたわみ量を測定することで輪重Pを、車輪円盤の変形を非接触センサで測定することで横圧Qを測定している。営業車両に組み込むためブレーキの装備は必須であるが、踏面ブレーキによる熱が横圧測定に影響することを避けるため、ディスクブレーキを使用している。開発時には台車側梁のたわみを測定することで輪重Pを測定する方式も検討された。PQ輪軸を用いた測定との試験台上での試験で測定精度にそん色がないことが確認され、東京メトロ丸ノ内線の営業車両での実用試験を経て実用化されている。営業運転を通じた計測は連続したデータ測定を可能とするものの、得られるデータ量が膨大となるため、この処理と有効活用が今後の技術課題とされている。